# 補題
数学において、「補助定理」(英: helping theorem) あるいは補題 (英: lemma) とは、それ自体が興味深いステートメントと言うよりも、むしろ、より大きな結果を得る一歩として使われる、証明された命題である。

## 定理との比較
補題と定理の間に形式的な区別は全くなく、意図の違いのみである。
しかしながら、補題は定理の証明を助けることのみを目的とする（あまり重要でない）結果であり、証明へ至る道の途中に置かれた「飛び石」のようなものである。

## よく知られた補題
数学において強力な結果のあるものは，最初はそれら本来の狭い目的に由来していて，補題として知られる｡　それらの中には、たとえば以下のようなものがある：
例えば、ベズーの補題、デーンの補題、ユークリッドの補題、ファルカスの補題、ファトゥの補題、ガウスの補題、 Greendlingerの補題 、伊藤の補題、ジョルダンの補題、中山の補題、ポワンカレの補題、リースの補題、シューアの補題、シュワルツの補題、ウリゾーンの補題、米田の補題、ツォルンの補題。
これらの結果は当初はあまりにも簡単であるかまたは個別の興味ある結果を保証するためのあまりにも技術的なものだと見なされたが，最終的にそれらの登場する理論にとっては要（かなめ）となるものであることが判明したものである｡

### 注
1. ↑  英語の複数形はlemmataもしくはlemmas[1]。語源は古代ギリシャ語のλῆμμα （lemma ）「受け取ったものの総称。贈り物、利益もしくは賄賂（わいろ）など」を示す。